# Mutter (песня)
«Mutter» (с нем. — «Мать») — двенадцатый сингл группы Rammstein.
В состав сингла вошла композиция «5/4», которая исполнялась перед началом концертов альбомного тура.

## Видеоклип
Клип повествует о судьбе зачатого в пробирке Тилля, который провинился в убийстве матери (в песне об этом говорится) и скидывании её тела в реку. Он сидит в канаве и, умирая, поёт. В клипе предполагается и вторая трактовка: предполагается, что один Тилль сидит в канаве, а его двойник спешит к нему на лодке.
Сюжет отражает одну из важнейших проблем современности — сопротивление природе в силу факторов практической необходимости, вынужденную синтетичность жизни, зачатие «в пробирке». Лирический герой выступает против несоответствия природе, ненормативности. Но одновременно мать — символ природы, которой мстит отлучённый от неё лирический герой. Остальные участники группы в клипе не присутствуют. Основой для клипа послужила история Каспара Хаузера. По другой версии, клип является аллегорией к проблеме клонирования человека.

## 5/4
Весьма интересная инструментальная композиция, вошедшая как би-сайд.
В песне повторяются буквы R-A-MM-S-TE-I-N.
Название обозначает использованный размер такта.
Рабочее название «Die Geburt».
Исполнялась в Mutter-туре в качестве интро.

## Живое исполнение
Впервые песня была исполнена в апреле 2000 года. В течение Mutter-тура песня исполнялась на каждом концерте. Исполнялась на концертах Made in Germany тура.

## Список композиций
1. Mutter (Radio Edit) — 3:40
2. Mutter (Vocoder Mix) — 4:32
3. 5/4 — 5:30
4. Mutter (Sono’s Inkubator Mix) — 7:22

## Над синглом работали
- Тилль Линдеманн — вокал
- Рихард Круспе — соло-гитара, бэк-вокал
- Пауль Ландерс — ритм-гитара, бэк-вокал
- Оливер Ридель — бас-гитара
- Кристоф Шнайдер — ударные
- Кристиан Лоренц — клавишные